# رابرت بتز
رابرت بتز (انگلیسی: Robert Betts؛ زادهٔ ۲۱ دسامبر ۱۹۸۱) بازیکن فوتبال اهل بریتانیا است.
از باشگاه‌هایی که در آن بازی کرده‌است می‌توان به باشگاه فوتبال دونکستر راورز، باشگاه فوتبال ریسینگ کلاب واریک، باشگاه فوتبال لینکولن سیتی، باشگاه فوتبال روچدیل، باشگاه فوتبال کیدرمینستر هاریرس، باشگاه فوتبال کاونتری سیتی، باشگاه فوتبال پلیموث آرگیل، باشگاه فوتبال فارست گرین راورز، و باشگاه فوتبال هرفورد یونایتد اشاره کرد.